# Salvador Elizondo
Salvador Elizondo Alcalde (Ciudad de México; 19 de diciembre de 1932-29 de marzo de 2006) fue un escritor, traductor y crítico literario mexicano, autor de novelas como Farabeuf o la crónica de un instante, y de reputados libros de relatos breves, como El retrato de Zoe y otras mentiras y Narda o el verano y El grafógrafo. Fue considerado el escritor más original y vanguardista de la generación de los años 60 en México. Desarrolló un estilo literario cosmopolita, al margen de las corrientes realistas y nacionalistas que imperaban en la época, con importantes influencias de autores como James Joyce o Ezra Pound.

## Biografía
Nació en la Ciudad de México el 19 de diciembre de 1932, hijo de Salvador Elizondo Pani,  diplomático y productor de cine. Desde muy joven tuvo contacto con el cine y la literatura. De niño vivió varios años en Alemania, antes de la Segunda Guerra Mundial, y cursó tres años en una escuela militar de California. Realizó estudios de artes plásticas en la Ciudad de México y de literatura en las universidades de Ottawa, Cambridge, La Sorbona, Perugia y la UNAM. Fue fundador de las revistas SNOB y NuevoCine, y colaborador de las revistas Vuelta, Plural y Siempre, entre otras.
En 1965 recibió el Premio Xavier Villaurrutia por su novela Farabeuf o la crónica de un instante. Fue becario fundador en El Colegio de México, en donde cursó estudios de lengua china. Fue catedrático de la UNAM y becario de la Fundación Ford para cursar estudios en Nueva York y en San Francisco, becario del Centro Mexicano de Escritores 1963-1964, y becario también de la Fundación Guggenheim 1968-1969.
En 1990 recibió el Premio Nacional de Ciencias y Artes en el área de Lingüística y Literatura. Fue miembro, a partir de 1976, de la Academia Mexicana de la Lengua, tomó posesión de la silla XXI el 23 de octubre de 1980. El 29 de abril de 1981 ingresó a El Colegio Nacional con el discurso de «Joyce y Conrad». Estuvo casado en primeras nupcias con Michele Alban, con quien tuvo dos hijas: Mariana y Pía Elizondo; su segundo matrimonio fue con la fotógrafa mexicana Paulina Lavista.
Es el segundo escritor mexicano después de Octavio Paz en haber recibido a su muerte un homenaje de cuerpo presente en el Palacio de Bellas Artes.
Su estilo es considerado innovador entre la literatura mexicana contemporánea, por introducir una visión cosmopolita del lenguaje y la narrativa, trayendo elementos de corrientes literarias y lenguajes externos, al ponerlos en un refinado diálogo estético y de pensamiento. Su técnica se considera "poco realista" y "proto-ficticia", términos usados para diferenciarla del realismo mágico. Algunos críticos han destacado sus obras literarias como literatura postmoderna, ya que desafía la ficción a través de la autoficción, la metaficción, la metalepsis y entrelazando posibles mundos de ficción.

## Obras

### Poesía
- Poemas, 1960,

### Ensayo
- Luchino Visconti (crítica), 1963.
- Cuaderno de escritura (crítica y textos), 1969.
- Contextos (artículos de crítica), 1973.
- Estanquillo (textos), 1992
- Teoría del infierno, 1993
- Pasado anterior, Fondo de Cultura Económica, Letras Mexicanas, #141. Primera edición, 2007. Contiene 119 artículos escritos para el periódico Unomásuno entre 1977 y 1979[6]

### Novela
- Farabeuf o la crónica de un instante (novela), 1965.
- El hipogeo secreto (novela) 1968.
- Elsinore: un cuaderno (relato), 1988.

### Cuento
- Narda o el verano (cuentos), 1966.
- Autobiografía, 1966.
- El retrato de Zoe y otras mentiras (relatos), 1969.
- El grafógrafo (textos y relatos),1972.
- Antología personal (textos inéditos), 1974.
- Camera lucida (textos),  México, 1983.
- La luz que regresa (Textos), 1984.
- La Historia según Pao Cheng, con ilustraciones de Diego Molina (México, La Caja de Cerillos Ediciones, 2013)

### Teatro
- Miscast (lírica, comedia en tres actos), 1981.

### Otros
- Museo poético (antología de poesía mexicana moderna), 1974.
- Neocosmos (antología de textos). Aldus, México, 1999.
- Autobiografía precoz, 2000
- Mar de Iguanas (extracto de Autobiografía Precoz editado por Ediciones Atalanta), 2010

### Póstumos
- Diarios 1945-1985, 2015.